# Brigitte Hütter
Brigitte Hütter (* 1972 in Ried im Innkreis) ist eine österreichische Juristin. Seit Oktober 2019 ist sie Rektorin der Kunstuniversität Linz, seit Oktober 2024 zugleich Präsidentin der Österreichischen Universitätenkonferenz.

## Leben
Brigitte Hütter begann nach der Matura 1990 ein Studium der Rechtswissenschaften an der Universität Linz, das sie 1996 als Magistra abschloss. Von 2006 bis 2008 absolvierte sie ein Masterstudium Wissenschafts- und Universitätsmanagement an der Universität für Weiterbildung Krems.
Nach der Gerichtspraxis 1996/1997 am Bezirksgericht Urfahr und am Landesgericht Linz war sie 1998/1999 an einem Meinungsforschungsinstitut in Linz tätig. Von 1999 bis 2003 war sie stellvertretende Leiterin der Abteilung für Forschungsförderung an der Universität Salzburg, anschließend hatte sie die Leitung des Bereichs Personal und Recht an der FH Oberösterreich Holding GmbH in Wels inne.
Ab 2004 war sie erneut an der Universität Salzburg tätig, zunächst im Büro des Rektorats für Rechtsangelegenheiten, ab 2008 als Leiterin der Stabsabteilung des Rektorats. Ab Oktober 2010 war sie Vizerektorin für Ressourcen an der Universität Mozarteum Salzburg, wo sie von April bis Dezember 2016 auch mit der interimistischen Führung der Agenden des Rektors betraut war. Von Jänner 2017 bis September 2019 war sie Vizerektorin für Personal, Diversity und IT an der Universität Linz.
Am 11. Februar 2019 wurde sie vom Universitätsrat zur Rektorin der Kunstuniversität Linz gewählt. Sie folgte in dieser Funktion mit 1. Oktober 2019 Reinhard Kannonier nach. 2020 wurde sie Mitglied im Beirat der OÖ Landes-Kultur GmbH, in der die Institutionen des Landesmuseums mit dem Kulturquartier (OK, Ursulinenhof) zusammengeführt wurden. 2022 wurde sie für eine weitere Amtszeit als Rektorin der Kunstuniversität Linz bis 2027 vom Senat und vom Universitätsrat bestätigt.
Im Dezember 2023 wurde sie zur Vizepräsidentin der Österreichischen Universitätenkonferenz (uniko) gewählt. Am 29. Oktober 2024 übernahm sie, mit Amtsende Oliver Vitouchs, die Funktion der geschäftsführenden Präsidentin; am 9. Dezember 2024 wurde sie zur Präsidentin gewählt.

## Auszeichnungen
- 2025: Mostdipf-Preis[11]